# Thuiaria arctica
Thuiaria arctica is een hydroïdpoliep uit de familie Sertulariidae. De poliep komt uit het geslacht Thuiaria. Thuiaria arctica werd in 1899 voor het eerst wetenschappelijk beschreven door Bonnevie. 